# Большое Игнатово
Большо́е Игна́тово (эрз. Игнадвеле) — село в Республике Мордовия, административный центр Большеигнатовского района и Большеигнатовского сельского поселения.

## География
Расположено на речке Сютовлей, в 96 км (по прямой) и 104 км (по автодороге) от Саранска, с которым соединено автодорогой, и в 45 км от железнодорожной станции Оброчное (на линии Арзамас — Красный Узел).

### Климат
| Показатель              | Янв.  | Фев.  | Март  | Апр.  | Май  | Июнь | Июль | Авг. | Сен. | Окт. | Нояб. | Дек.  | Год   |
| ----------------------- | ----- | ----- | ----- | ----- | ---- | ---- | ---- | ---- | ---- | ---- | ----- | ----- | ----- |
| Абсолютный максимум, °C | 5,2   | 5,6   | 16,2  | 22,7  | 30,9 | 35,1 | 38,2 | 38,6 | 28,1 | 21,9 | 10,6  | 8,3   | 38,6  |
| Средняя температура, °C | −11,1 | −10,4 | −2,9  | 4,9   | 13,8 | 17,4 | 19,1 | 18,2 | 10,7 | 3,1  | −2,1  | −8,3  | 4,4   |
| Абсолютный минимум, °C  | −42,9 | −40,6 | −28,4 | −11,7 | −3,5 | −0,2 | 3,4  | 1,2  | −1,9 | −6,8 | −27,9 | −45,7 | −45,7 |
| Норма осадков, мм       | 36    | 30    | 27    | 31    | 39   | 56   | 60   | 53   | 46   | 40   | 31    | 33    | 472   |

## История
Основано после 1614 года переселенцами из села Старое Качаево. Впервые упоминается в 1624 году.
Основано в 20-х гг. 17 в. жителями деревни Старое Ермензино (ныне Старое Качаево). Первоначально имело 2 названия: Шишкино и Игнатово. Закрепилось второе. Произошло от имени первопереселенца Игната Учасева. 
Во 2-й половине 19 в. часть жителей переехала на новое местожительство. С этого времени существуют село Большое Игнатово и деревня Малое Игнатово (ныне в Ардатовском районе). По сведениям 1913 г., в Большом Игнатове было 170 дворов (1 315 чел.); действовали церковь, школа, базар по понедельникам. В 1921 г. насчитывалось 248 хозяйств (1 464 чел.); открылся фельдшерский пункт. 

## Население
| 1959 | 1970  | 1979  | 1989  | 2002  | 2010  |
| ---- | ----- | ----- | ----- | ----- | ----- |
| 1369 | ↗1492 | ↗1991 | ↗2451 | ↗2799 | ↗2842 |

## Инфраструктура
В 1928—1955 гг. существовал колхоз «1-е Мая», затем им. Калинина. С 1996 г. — СХПК «Верный путь». С 1965 г. здесь построено 3 новых микрорайона, в 1985 г. проведён газ. В современном селе — маслозавод (закрыт), хлебопекарня, два асфальтовых завода (закрыты), 2 торговых центра, узел связи, Большеигнатовская центральная районная больница (закрыта зимой 2015 года), поликлиника, ДРСУ, ПМК «Сельхозтехника», предприятие бытового обслуживания, ПТУ, средняя и музыкальная школы, библиотека, кинотеатр, музей, церковь; памятники: воинам, погибшим в Великой Отечественной войне, В. И. Ленину, аллея Героев Советского Союза. Близ села  — могильник мордвы-эрзи XIV—XVII веков.

## Русская православная церковь
В селе действует церковь Михаила Архангела. В храме хранятся мощи новомученика отца Константина (Подгорского).

## Источник
- Энциклопедия Мордовия, В. П. Ковшов, А. С. Тувин.